# Intensitat del camp gravitatori

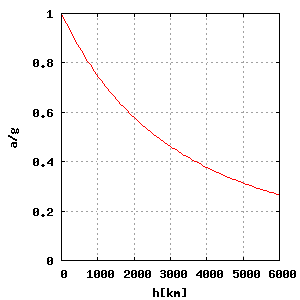
Variació de l'acceleració de la gravetat en funció de la distància a la superfície de la Terra.

La intensitat del camp gravitatori, acceleració de la gravetat o, simplement, gravetat, és la força gravitatòria específica que actua sobre un cos en el camp gravitatori d'un altre, és a dir, la força gravitatòria per unitat de massa del cos que l'experimenta. Se la representa com a {\displaystyle \mathbf {g} } i s'expressa en newtons/quilogram (N/kg) en el Sistema Internacional d'Unitats.
També es podria interpretar com l'acceleració que patiria un cos en caiguda lliure sobre un altre. Aquesta interpretació sembla més intuïtiva i accessible en els cursos introductoris de Física, però no és correcta, llevat que es consideri un camp gravitatori en abstracte (amb el que desapareix la intuïció) o que el cos tingui una massa menyspreable en relació amb la massa del que l'atreu, per poder menysprear l'acceleració que adquireix aquest segon cos.
En física, l'acceleració gravitatòria és l'acceleració d'un cos causada per la força de la gravetat. Si es negligeix la fricció (per exemple, la resistència de l'aire), tots els cossos petits en un camp gravitatori acceleren al mateix ritme (en relació al seu centre de masses). Això és cert independentment de la massa i composició dels cos. En diferents punts de la Terra, els cossos cauen amb una acceleració d'entre 9,78 i 9,82 m/s² depenent de l'altitud; el valor de la gravetat estàndard (valor convencional) és d'exactament 9,80665 m/s². Tenint en compte el fregament, els objectes de densitats baixes no acceleren tan ràpid.

## Mecànica clàssica
L'acceleració gravitatòria baricèntrica en un punt de l'espai ve donada per:
{\displaystyle \mathbf {\hat {g}} =-{GM \over r^{2}}\mathbf {\hat {r}} }
On M és la massa del cos que atrau, {\displaystyle \scriptstyle \mathbf {\hat {r}} } és el vector unitari que va des del centre de masses del cos que atrau al centre de masses de l'objecte atret, r és la distància entre els dos cossos i G és la constant de la gravitació.
L'acceleració relativa de dos cossos en el marc de referència de qualsevol objecte o del centre de masses del sistema és:
{\displaystyle \mathbf {\hat {g}} =-{G(M+m) \over r^{2}}\mathbf {\hat {r}} }
Llavors, per una massa total donada, l'acceleració gravitatòria relativa no depèn de cada massa per separat. Mentre una massa sigui molt més petita que l'altra, l'acceleració gravitatòria relativa és quasi independent de la massa petita.
La gravetat sobre la superfície d'un planeta típicament esfèric ve donada per:

{\displaystyle \mathbf {g} _{\rm {sup}}={\frac {GM}{R^{2}}}\mathbf {u} _{r}}

on G és la constant de gravitació universal, M és la massa del planeta, R és el radi del planeta i {\displaystyle \mathbf {u} _{r}} és un vector unitari (és a dir, de mòdul 1) dirigit cap al centre del planeta.
Equivalentment, es pot definir com el pes per unitat de massa d'un objecte que es troba sobre la superfície del planeta:

{\displaystyle \mathbf {g} ={\frac {\mathbf {P} }{m}}}

En el cas de la Terra, a nivell de la superfície del mar el seu mòdul val:

{\displaystyle g_{\rm {sup}}\approx 9,80665\ {\frac {\mbox{m}}{{\mbox{s}}^{2}}}\,}

valor que s'ha definit com el corresponent a la gravetat estàndard.
El valor de l'acceleració de la gravetat té el seu valor màxim en la superfície del planeta, disminuint de forma aproximadament parabòlica amb l'altura i de forma lineal amb la profunditat:

{\displaystyle g(h)\approx {\begin{cases}g_{\rm {sup}}\left(1-{\frac {2h}{R}}+{\frac {3h^{2}}{R^{2}}}\right)&h>0\\g_{\rm {sup}}&h=0\\g_{\rm {sup}}\left(1+{\frac {2h}{R}}\right)&h<0\end{cases}}}

L'acceleració de la gravetat a la Terra varia segons l'altura. A la superfície està definida per 9,80665 m/s².

## Taula comparativa de l'acceleració de la gravetat
| Astre   | g     | m/s²   |
| ------- | ----- | ------ |
| Sol     | 27,90 | 273,70 |
| Mercuri | 0,37  | 3,70   |
| Venus   | 0,88  | 8,85   |
| Terra   | 1,00  | 9,81   |
| Lluna   | 0,16  | 1,62   |
| Mart    | 0,38  | 3,72   |
| Júpiter | 2,64  | 26,39  |
| Saturn  | 1,15  | 11,67  |
| Urà     | 1,05  | 11,43  |
| Neptú   | 1,22  | 11,07  |

La llista adjunta mostra els valors relatius de l'acceleració de la gravetat al Sol, en la superfície de cada planeta del sistema solar i en la superfície de la Lluna, prenent com a unitat el valor de la gravetat estàndard a la superfície de la Terra i en valor absolut, expressada en m/s², amb dos dígits decimals d'aproximació. Així, per a la Terra l'acceleració de la gravetat és 9,81 metres sobre segon al quadrat

## Camp gravitatori terrestre
La força de gravetat a la superfície de la Terra no és exactament igual a tot arreu. Hi ha petites variacions d'un lloc a un altre. Hi ha diversos factors que intervenen perquè així passi:

### Latitud
A causa de la rotació de la Terra, els cossos experimenten una força centrífuga que varia segons la latitud: és nul·la en els pols i màxima a l'equador. Aquesta força centrífuga fa disminuir l'efecte de l'atracció gravitatòria, i la desvia de la seva direcció original cap al centre de la Terra. A nivell del mar, la fórmula ens dona el valor de g a una latitud {\displaystyle \phi }:

{\displaystyle g_{\phi }=9.780327\left(1+0.0053024\sin ^{2}\phi -0.0000058\sin ^{2}2\phi \right)\ \mathrm {m/s} ^{2}}

on

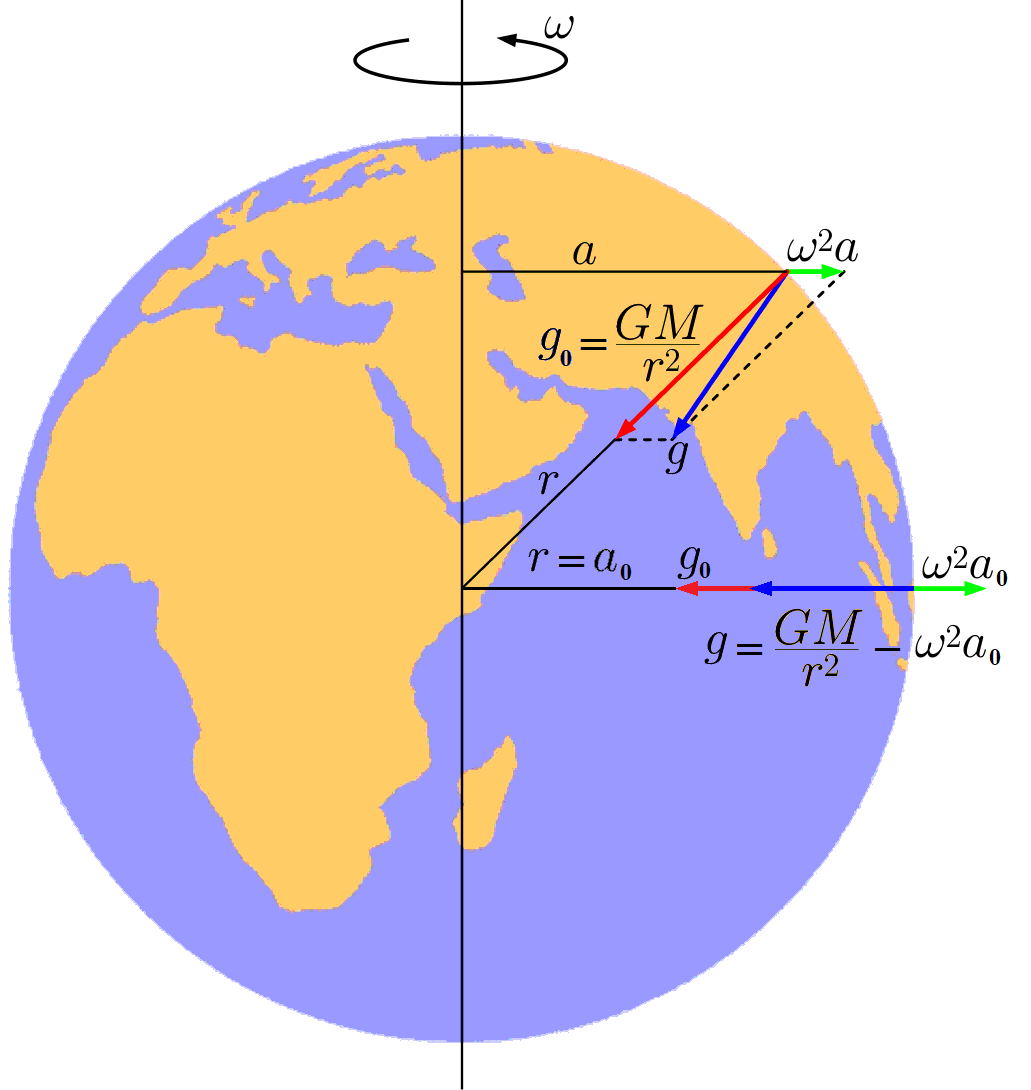
Contribució de les acceleracions centrífugues i d'atracció mútua en la gravetat

{\displaystyle g_{\phi }} = acceleració de la gravetat en m·s-2 en la latitud {\displaystyle \phi }

### Forma de la Terra

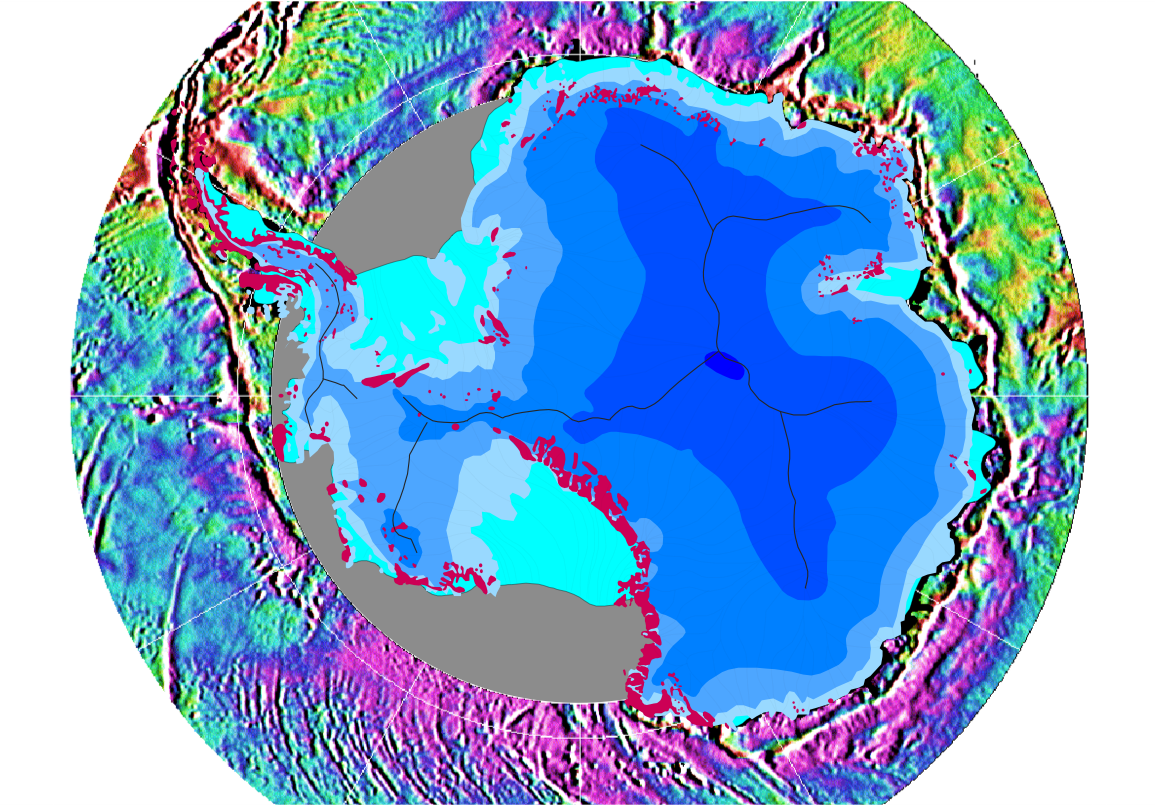
Variació de la gravetat en l'hemisferi Antàrtic

A més, el camp gravitatori augmenta amb la latitud degut a un altre efecte: l'aplatiment de la Terra en els pols (també a conseqüència de la força centrífuga) fa que la distància r es redueixi a mesura que la latitud augmenta. La força d'atracció és inversament proporcional al quadrat de la distància, la qual cosa significa que tot i estar l'equador la força de gravetat és menor que en altres latituds, i a mesura que ens anem desplaçant al sud o al nord, la força de gravetat es va incrementant. Entre els dos efectes, la força centrífuga i l'aplatament dels pols, fan que la gravetat en l'equador sigui un 0,5% menor que en els pols.
Aquests dos factors influeixen més a la direcció de la gravetat. L'atracció gravitatòria no està dirigida al centre de la Terra, sinó perpendicular a la superfície del geoide, el que representa una petita desviació cap al pol de l'hemisferi oposat. Aproximadament la meitat d'aquesta desviació es deu a la força centrífuga, i l'altra meitat a la massa addicional al voltant de l'equador, que provoca un canvi en la direcció de la força de la gravetat respecte al que seria la seva direcció en una Terra perfectament esfèrica.
Als efectes dels càlculs del camp gravitatori de la Terra, generalment es considera que la seva forma és una esfera de densitat uniforme. La forma de la superfície de la Terra és en realitat més pròxima a un esferoide oblat, que a més no té una densitat uniforme, de manera que el seu camp gravitatori no és un camp central exacte, i això es reflecteix en un moment quadripolar no nul. L'efecte del moment quadripolar per exemple és important en el disseny de satèl·lits artificials.
Els valors de {\displaystyle |\mathbf {g} |} (la força específica de la gravetat) a l'equador i als pols són respectivament:

{\displaystyle |\mathbf {g} _{ec}|=9,78\ {\frac {\mbox{m}}{{\mbox{s}}^{2}}}\qquad |\mathbf {g} _{po}|=9,8322\ {\frac {\mbox{m}}{{\mbox{s}}^{2}}}}

### Alçada

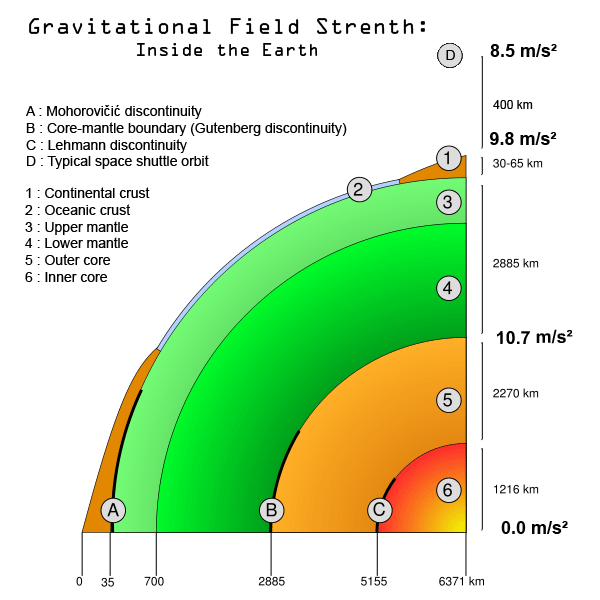
intensitat del camp gravitatori de la Terra

L'acceleració de la gravetat disminueix amb l'altura, ja que a major altura, és més gran la distància al centre de la Terra. La variació de la gravetat pel que fa a l'altura està expressada en la fórmula:

{\displaystyle g_{h}=g_{0}\left({\frac {r_{e}}{r_{e}+h}}\right)^{2}}

on
{\displaystyle g_{h}\,} és l'acceleració de la gravetat a l'altura {\displaystyle h\,} respecte al nivell del mar.
{\displaystyle r_{e}\,} és el radi mitjà de la Terra (6.371.000 m).
{\displaystyle g_{0}\,} és l'acceleració de la gravetat al nivell del mar.

### Profunditat
La força de la gravetat en el centre d'una esfera homogènia és nul·la, ja que és suma de forces que, per simetria, es cancel·len les unes a les altres. A més, del teorema de Gauss es dedueix que la força de la gravetat a l'interior d'una esfera homogènia és proporcional a la distància al centre. Per tant, si la Terra fos homogènia l'acceleració de la gravetat a una distància {\displaystyle r\,} del seu centre seria {\displaystyle (r/r_{e})g_{0},}.
Però com que la densitat de la Terra no és constant, l'acceleració de la gravetat pren el seu valor màxim, 10,7 m/s², a la superfície del nucli de la Terra, a causa de la gran densitat d'aquest.

### Topografia local i geologia

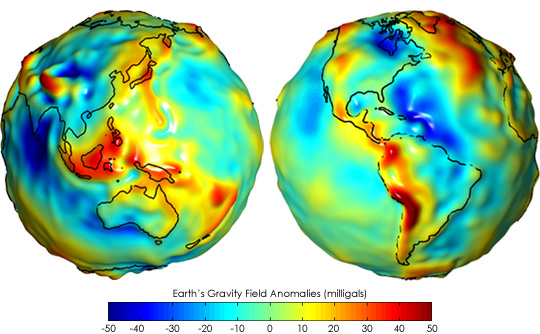
Anomalies del camp gravitacional terrestre (expressat en miligal) respecte del valor estimat, considerant la variació del radi terrestre (versió animada).

Les variacions locals en topografia (com la presència de muntanyes) i geologia (com la densitat de les roques als voltants) són les responsables que hi hagi petites variacions en un lloc sense que hagi de veure la latitud. De vegades hi ha una petita variació en una zona que dista pocs quilòmetres d'una altra. Aquestes variacions es deuen al fet que prop de la superfície poden existir roques de densitat superior a la normal (anomenades mascon), el que produeix que sigui més gran la gravetat sobre aquests llocs. Aquestes irregularitats van ser causants de sorprenents canvis de direcció en satèl·lits artificials, motiu pel qual es va començar a estudiar el fenomen. Les variacions esmentades són tan petites que només se les pot detectar amb instruments de gran precisió.
A més, les irregularitats de la superfície i certes homogeneïtats continentals provoquen petites pertorbacions del camp al llarg de la superfície. Aquestes petites irregularitats respecte dels valors mitjans poden utilitzar-se per estudiar la distribució de densitat en l'escorça terrestre utilitzant tècniques de gravimetria. La gravetat exercida sobre els objectes que estan sobre la superfície tendeix a disminuir en allunyar-se del planeta, per augmentar la distància r entre les masses implicades. No obstant això, també disminueix en endinsar-se en l'interior de la Terra, ja que cada vegada una porció més gran de massa del planeta l'envolta, on es contraresta les forces exercides en direccions oposades. Al centre de la Terra la gravetat és nul·la perquè es contraresten totes les forces d'atracció, encara que està sotmès a una enorme pressió pel pes de les capes superiors del planeta.